# Anton Prylepau
Anton Prylepau (Mogilev, 5 februari 1984) is een Wit-Russische boogschutter.

## Carrière
Prylepau nam deel aan de Olympische Zomerspelen in 2004 en 2016. In 2004 versloeg hij in de eerste ronde de Australische boogschutter Simon Fairweather met 141-173, in de tweede ronde won hij van de Bhutanees Tashi Peljor met 155-152. In de derde ronde verloor hij van de Zuid-Koreaan Park Kyung-Mo met 166-173.
Twaalf jaar later ging hij in de eerste ronde onderuit tegen de Chileen Ricardo Soto met 5-6. Op de World Cup in Wroclaw in 2015 veroverde hij twee keer brons zowel individueel als gemengd. Op de Europese Spelen 2015 veroverde hij een bronzen medaille.

## Erelijst

### World Cup
- 2015:  Wrocław (individueel)
- 2015:  Wrocław (gemengd)

### Europese Spelen
- 2015:  Bakoe (individueel)